# 異人たちとの夏
『異人たちとの夏』（いじんたちとのなつ）は、山田太一の小説。これを基にして同名の映画・演劇作品なども制作された。
妻子と別れた人気シナリオライターが体験した、既に亡くなった筈の彼の家族、そして妖しげな年若い恋人との奇妙なふれあいを描く。『小説新潮』1987年1月号に発表され、同年12月に新潮社より上梓。同社により設立された山本周五郎賞の第1回（1988年）受賞作品。1991年11月に新潮文庫に収録され、解説を田辺聖子が担当した。

## あらすじ
壮年のシナリオライターである原田は妻子と別れ、マンションに一人暮らし。ある日、幼い頃に住んでいた浅草で、12歳のときに交通事故死した両親に出会う。原田は早くに死に別れた両親が懐かしく、少年だった頃のようにふたりの元へ通い出す。そして、同じマンションに住む桂という女性にも出会い、不思議な女性だと感じながら彼女と愛し合うようになる。しかし、2つの出会いとともに原田の身体はみるみる衰弱していく。

## 執筆の経緯
脚本家としての山田太一の特徴のひとつは「現在」を生きる人たちをリアルに鋭く描き出す作風だが、そのイメージとは異なるファンタジーである本作を執筆した理由について、本作発表の翌年に出演したNHKの番組で以下のように語っている。
主人公は山田と同じくテレビドラマの脚本家で、年齢も同年代、故郷も同じ東京・浅草で、小説では12歳の時に両親を交通事故で失ったとの設定になっているのに対し、山田も10歳で母親を亡くしているなど、自伝的要素があることについて、山田の次女・長谷川佐江子は本作について「これほどまでに自身を重ねた作品は特別だ」とし、当時は作品が批判されたり、家族の体調がよくなかったりするなど、山田にとって難しい時期だったと明かした上で、以下のように語っている。

## 世界展開
本作は英語だけでなく、フランス語やドイツ語、タイ語など10以上の言語に翻訳されている。
世界展開は、2002年に文化庁が企画した日本文学の翻訳事業に選出されたことがきっかけで、翌年にはアメリカ合衆国で英訳本が出版され、山田の小説としては初めての翻訳となった。
世界展開に尽力したのは山田の妻・和子で、知人の手を借りながら、海外の出版エージェントを自ら探したり、海外に売り込もうと英訳本を自費出版したりもした。

## 書誌情報
- 『異人たちとの夏』1987年12月1日、新潮社、ISBN 978-4-10-360602-4
- 『異人たちとの夏』1991年11月28日、新潮社〈新潮文庫〉、ISBN 978-4-101-01816-4

## 映画
- 異人たちとの夏 - 1988年の日本映画。監督は大林宣彦、主演は風間杜夫。
- 異人たち - 2023年のイギリス映画。監督はアンドリュー・ヘイ、主演はアンドリュー・スコット。

## 舞台
- 1997年：俳優 春田純一が所属する劇団SCARECROWSの第2回公演として、中野光座にて上演。
- 2007年：声優 関智一が座長を務める劇団ヘロヘロQカムパニーによって、シアターサンモールにて上演。
- 2009年：俳優 椎名桔平が主演、シアタークリエにて上演。

### スタッフ（舞台）
- 1997年版：脚本・演出：上田ボッコ
- 2007年版：脚本・演出：関智一
- 2009年版：劇作・脚本・演出：鈴木勝秀

### キャスト（舞台）
- 1997年版(1997年9月10日 - 15日)
  - 原田英雄：春田純一
  - 原田房子：沢田奈生子
  - 原田英吉：関根大学
  - 藤野桂：：熊谷美香
  - 間宮一郎：武田滋裕

- 2007年版(2007年12月12日 - 16日)
  - 原田英雄：関智一
  - 原田房子：長沢美樹
  - 原田英吉：小西克幸
  - 藤野桂：松本和子
  - 間宮一郎：永松寛隆

- 2009年版(2009年7月4日 - 25日)
  - 原田英雄：椎名桔平
  - 藤野桂：内田有紀
  - 原田房子：池脇千鶴
  - 原田英吉：甲本雅裕
  - 間宮一郎：羽場裕一

## ラジオドラマ
NHK-FM「FMシアター」枠にて、2017年7月22日と29日に前・後編2話が放送された。

### あらすじ（ラジオドラマ）
妻子と別れた人気シナリオライターの原田英雄が体験した、ひと夏の超常現象。亡くなったはずの両親・英吉と房子が突然現れ、あやしげな年若い恋人・桂が彼を翻弄する。それは一筋の希望なのか、叶わぬ望みなのか、彼は人生の苦悩から救われるのか？
異人たちとの奇妙なふれあいの中で、生きることの切なさと温かさを描く、究極の家族愛の物語。

### スタッフ（ラジオドラマ）
- 脚色：入山さと子
- 演出：小見山佳典
- 音楽：谷川賢作
- 音響効果：久保光男、伊東珠里
- 技術：西田俊和、林晃広

### キャスト（ラジオドラマ）
- 原田英雄：国広富之
- 原田英吉：松田洋治
- 原田房子：雛形あきこ
- 藤野桂：鶴田真由
- 間宮一郎：篠田三郎
- ほか 金沢碧、大島宇三郎、阪田マサノブ、三宅貴大、早川知子、まどか、花戸祐介、木原梨里子、三浦圭祐、小出恵美子

## 朗読番組
- NHK-FMの「朗読の世界」にて、2024年4月1日から5月10日に全30回で放送[注 1]。朗読は篠田三郎[5]。